# 元光 (西汉)
元光（前134年—前129年）是汉武帝的第二个年号，也是中国历史上的第二个年号。汉武帝使用元光这个年号一共6年。

## 改元
- 《漢書·武帝紀》有星孛于东方，长竟天。」
- 《史記·封禪書》、《漢書·郊祀志》：「有司言元宜以天瑞命，不宜以一二數。……二元以長星曰『光』……」

## 年號爭議
元光年號問題，學界目前有兩種看法：
其一認為年號為漢武帝後來追命，此派依據《史記·封禪書》、《漢書·郊祀志》的記載「有司言元宜以天瑞命，不宜以一二數。一元曰『建』，二元以長星曰『光』，三元〔以日月復始曰『朔』，四元〕以郊得一角獸曰『狩』云」，認為在武帝元鼎三年時新作出來，再往前追加所定的。宋代的司馬光，清代的錢大昕、趙翼、王先謙、周壽昌，近代的辛德勇均支持此論。辛德勇認為當時以一、二、三、四數紀元，太初元年以前，現實生活中一直沒有正式採用以年號紀元的方式，並舉例漢代銅器銘文有「四元七年正月甲寅造」一文以証明此論。
其二認為年號為漢武帝登基時創制使用，並舉出《筠清馆金石记》、《小校經閣金文》、《藤花亭鏡譜》收錄的金文中有銘刻「建元」、「元朔」、「元光」、「元狩」等年號，認為這些文物上的款识都应该是当时所记，从而判断出元鼎之前年号并非追加的。李崇智即謂「以上諸器年款足以証明漢武帝建元、元光等並非後來追命」。辛德勇從銘文形式、器制、管理制度，認為這些漢代器物多數皆出自後人所偽造的贗品，不能証明當時已使用年號紀元。

## 纪年
| 元光 | 元年    | 二年    | 三年    | 四年    | 五年    | 六年    |
| ---- | ------- | ------- | ------- | ------- | ------- | ------- |
| 公元 | 前134年 | 前133年 | 前132年 | 前131年 | 前130年 | 前129年 |
| 干支 | 丁未    | 戊申    | 己酉    | 庚戌    | 辛亥    | 壬子    |

## 大事记
- 元光二年，馬邑之圍。
- 元光四年，窦婴被处斩。三月乙卯，丞相田蚡逝世。
- 元光五年，皇后陈氏被废。
- 元光六年，西漢首次對匈奴的主動出擊，衛青打擊朔方（北方）匈奴祭祀祖先的龍城。

## 参看
- 中國年號索引
- 其他时期使用的元光年号

| 前一年號： 建元 | 西漢年号 元光 | 下一年號： 元朔 |